# Carl Fredrik Richter (konstnär)
Carl Fred(e)rik Richter, född 28 september 1806 i Helsingör, Danmark, död 4 maj 1883 i Uddevalla, var en dansk-svensk konstnär. 
Han var gift med Johanna Christina Hammar. Richter studerade vid Det Kongelige Danske Kunstakademi där han 1827 avancerade från första ornamentsklassen till den arkitektoniska ornamentsklassen och 1831 från gipsskolan till modellskolan. Därefter studerade han vid Konstakademien i Stockholm där han tilldelades en jetong 1836. Han bosatte sig i Uddevalla 1841 och var där verksam som porträttör i västra Sverige, Danmark och Sydnorge. Han utförde ett 100-tal porträtt av kända svenskar bland annat av Esaias Tegnér och ett antal svenska kungar. Hans konst består förutom porträtt av landskap utförda i pastell. Richter är representerad vid Nationalmuseum, Göteborgs historiska museum och Lunds universitetsbibliotek.